# 이창수 (언론인)
이창수(李昌洙, 일본식 이름: 國本昌洙구니모토 쇼슈, 1909년 4월 5일 ~ ?)는 일제강점기의 언론인으로, 전라북도 전주 출신이다.

## 생애
1934년 경성제국대학 법학과를 졸업했고, 같은 해에 조선총독부 기관지 《매일신보》에 입사했다. 1938년부터 1944년까지 매일신보 통신부장(1938년 ~ 1940년)과 조사부장(1941년 ~ 1942년, 1943년 ~ 1944년), 논설위원(1943년 ~ 1944년)을 역임했으며, 1941년부터 1945년까지 각종 신문과 잡지에 일본의 침략 전쟁과 황민화 정책을 선전하는 글을 발표했다.
1942년 1월부터 1944년까지 잡지 《조광》, 《춘추》, 《신시대》, 신문 《매일신보》 등에 징병과 징용 제도를 선전, 선동, 찬양하는 글을 발표했고, 1945년 6월 조선언론보국회 평의원과 강사를 역임했다. 
이러한 경력 때문에 민족문제연구소의 친일인명사전 수록자 명단의 언론/출판 부문과 친일반민족행위진상규명위원회가 발표한 친일반민족행위 705인 명단에 포함되었다. 광복 이후인 1949년 반민족행위특별조사위원회가 발표한 미체포자 명단에 포함되기도 했다.

## 주요 기고문
- 〈제국 해군의 위용〉 (조광, 1942년 1월)
- 〈의무교육제와 조선인〉 (춘추, 1943년 2월)
- 〈징병제 실시와 반도인의 각오〉 (신시대, 1943년 8월)
- 〈성전(聖戰) 2주년과 국민의 각오〉 (신시대, 1943년 12월)
- 〈태평양전국론(太平洋戰局論)〉 (신시대, 1944년 1월)
- 〈국민징용과 전력증강〉 (신시대, 1944년 2월)
- 〈중대(重大)한 시국(時局)에 처(處)하여〉 (조광, 1944년 3월)
- 〈국민 각오의 전력화(戰力化)〉 (신시대, 1944년 4월)
- 〈적기(敵機)에 대비하자〉 (조광, 1944년 7월)
- 〈이 시련을 극복하라!〉 (조광, 1944년 8월)
- 〈국민징용과 성업익찬(聖業翼贊)〉 (조광, 1944년 9월)
- 〈대화일치(大和一致)와 전의앙양(戰意昻揚)〉 (신시대, 1944년 9월)
- 〈국민징용(國民徵用)과 원호대책〉 (신시대, 1944년 10월)
- 〈필승(必勝)과 사생(死生)을 초월(超越)한 정신(精神)〉 (조광, 1944년 12월)
- 〈적(敵)의 공습(空襲)과 모략선전(謀略宣傳)〉 (반도의 빛(半島の光), 1945년 1월)
- 〈총력운동의 나갈 길 (1회)〉 (매일신보, 1945년 1월 19일)
- 〈총력운동의 나갈 길 (2회)〉 (매일신보, 1945년 1월 20일)
- 〈비상대권과 긴급조치법〉 (매일신보, 1945년 6월 16일)

## 참고자료
- 친일반민족행위진상규명위원회 (2009). 〈이창수 (李昌洙)〉. 《친일반민족행위진상규명 보고서 Ⅳ-14》. 서울. 498~527쪽.